# Ostrov Serp
Ostrov Serp (englische Transkription von russisch Остров Серп Ostrow Serp, deutsch ‚Sichel-Insel‘) ist eine Insel im Archipel der Windmill-Inseln in der Vincennes Bay an der Budd-Küste im ostantarktischen Wilkesland.
Russische Wissenschaftler benannten sie.